# Хангуранкета (підрозділ окружного секретаріату)
Підрозділ окружного секретаріату Хангуранкета — підрозділ окружного секретаріату округу Нувара-Елія, Центральна провінція, Шрі-Ланка. Складається з 131 Грама Ніладхарі.